# فينتشنزو (مسلسل كوري)
فينسينزو (بالكورية: 빈센조)؛ هو مسلسل تلفزيوني كوري جنوبي، تم بثه على قناة تي في إن كل يوم السبت والأحد من بداية 20 فبراير إلى 2 مايو 2021. وهو متاح على شبكة نتفلكس عالمياً.

## القصة
في سن الثامنة بارك جو هيونغ ذهب إلى إيطاليا بعد تبنيه، هو الآن بالغ وله اسم فينتشنزو كاسانو. هو محام يعمل كمستشار لصالح المافيا، بسبب الحرب بين مجموعات المافيا، يهرب إلى كوريا الجنوبية. في كوريا الجنوبية يتعامل مع هونغ تشا يونغ إنها من نوع المحامي الذي سيفعل أي شيء للفوز بالقضية، يقع فينشينزو كاسانو في حبها، كما أنه يحقق العدالة الاجتماعية بطريقته الخاصة.

## طاقم
- سونغ جونج كي في دور فينتشنزو كاسانو[8]
- جيون إيو بين في دور هونغ تشا يونغ[8]
- أوه تيكيون في دور جانغ جون وو[8]
- كيم ايو-جين بدور تشوي ميونغ هي[9]
- كواك دونج يون في دور جانغ هان سيو[9]
- غو هان تشول في دور هان سونغ هيوك[10]
- يو جاي ميونغ في دور هونغ يو تشان[11]

## المشاهدات
| الموسم | الموسم | رقم الحلقة | رقم الحلقة | رقم الحلقة | رقم الحلقة | رقم الحلقة | رقم الحلقة | رقم الحلقة | رقم الحلقة | رقم الحلقة | رقم الحلقة | رقم الحلقة | رقم الحلقة | رقم الحلقة | رقم الحلقة | رقم الحلقة | رقم الحلقة | رقم الحلقة | رقم الحلقة | رقم الحلقة | رقم الحلقة | المتوسط |
| الموسم | الموسم | 1          | 2          | 3          | 4          | 5          | 6          | 7          | 8          | 9          | 10         | 11         | 12         | 13         | 14         | 15         | 16         | 17         | 18         | 19         | 20         | المتوسط |
| ------ | ------ | ---------- | ---------- | ---------- | ---------- | ---------- | ---------- | ---------- | ---------- | ---------- | ---------- | ---------- | ---------- | ---------- | ---------- | ---------- | ---------- | ---------- | ---------- | ---------- | ---------- | ------- |
|        | 1      | 1.948      | 2.389      | 2.098      | 2.587      | 2.447      | 2.893      | 2.429      | 2.755      | 2.364      | 3.024      | 2.439      | 2.840      | 2.871      | 2.884      | 2.628      | 2.754      | 2.719      | 3.109      | 3.075      | 3.841      | 3.380   |

سجلت الحلقة الأولى متوسط نسبة مشاهدة بلغت 7.6% على الصعيد الوطني للحلقة الأولى، مما يجعلها ثالث أعلى تقييم للعرض الأول لأي دراما لنهاية الأسبوع لشبكة تي في إن، ورابع أعلى تقيبم للعرض الأول للشبكة خلف السيد المشرق ولقاء والسيد ملكة. ، تصدر المسلسل 10 أسابيع بالمركز الأول ليومي السبت والأحد (لايشمل القنوات العامة). حققت الحلقة الأخيرة أكثر من 3.8 مليون مشاهدة بنسبة 14.6% على الصعيدة الوطني، مما يجعلها واحدة من انجح الأعمال الدرامية لهذا العام.
| الحلقة | تاريخ البث     | (تقييمات (AGB Nielsen) | (تقييمات (AGB Nielsen) |
| الحلقة | تاريخ البث     | على الصعيد الوطني      | سيئول                  |
| ------ | -------------- | ---------------------- | ---------------------- |
| 1      | 20 فبراير 2021 | 7.659٪ (الأول)         | 8.728٪ (الأول)         |
| 2      | 21 فبراير 2021 | 9.295٪ (الأول)         | 10.207٪ (الأول)        |
| 3      | 27 فبراير 2021 | 8.121٪ (الأول)         | 9.340٪ (الأول)         |
| 4      | 28 فبراير 2021 | 10.215٪ (الأول)        | 11.201٪ (الأول)        |
| 5      | 06 مارس 2021   | 9.674٪ (الأول)         | 10.683٪ (الأول)        |
| 6      | 07 مارس 2021   | 11.082٪ (الأول)        | 12.165٪(الأول)         |
| 7      | 13 مارس 2021   | 9.241٪ (الأول)         | 9.992٪ (الأول)         |
| 8      | 14 مارس 2021   | 10.380٪ (الأول)        | 11.292٪ (الأول)        |
| 9      | 20 مارس 2021   | 9.057٪ (الأول)         | 9.729٪ (الأول)         |
| 10     | 21 مارس 2021   | 11.375٪ (الأول)        | 12.745٪ (الأول)        |
| 11     | 27 مارس 2021   | 9.311٪ (الأول)         | 10.705٪ (الأول)        |
| 12     | 28 مارس 2021   | 10.736٪ (الأول)        | 12.405٪ (الأول)        |
| 13     | 03 أبريل 2021  | 10.815٪ (الأول)        | 11.555٪ (الأول)        |
| 14     | 04 أبريل 2021  | 11.258٪ (الأول)        | 12.487٪ (الأول)        |
| 15     | 10 أبريل 2021  | 10.296٪ (الأول)        | 11.150٪ (الأول)        |
| 16     | 11 أبريل 2021  | 10.572٪ (الأول)        | 11.600٪ (الأول         |
| 17     | 24 أبريل 2021  | 10.961٪ (الأول)        | 12.278٪ (الأول)        |
| 18     | 25 أبريل 2021  | 12.276٪ (الأول)        | 13.912٪ (الأول)        |
| 19     | 01 مايو2021    | 11.854٪ (الأول)        | 12.659٪ (الأول)        |
| 20     | 02 مايو 2021   | 14.636٪ (الأول)        | 16.564٪(الأول)         |
| متوسط  | متوسط          | 10.441%                | 11.570%                |

## الجوائز والترشيحات
| قائمة الجوائز والترشيحات | قائمة الجوائز والترشيحات                | قائمة الجوائز والترشيحات                      | قائمة الجوائز والترشيحات   | قائمة الجوائز والترشيحات | قائمة الجوائز والترشيحات |
| السنة                    | الجائزة                                 | الفئة                                         | المستلم                    | النتيجة                  | م.                       |
| ------------------------ | --------------------------------------- | --------------------------------------------- | -------------------------- | ------------------------ | ------------------------ |
| 2021                     | جوائز بايكسانغ للفنون                   | أفضل مخرج (تلفزيوني)                          | كيم هي وون                 | رُشِّح                      | [ 19 ]                   |
| 2021                     | جوائز بايكسانغ للفنون                   | أفضل ممثل (تلفزيوني)                          | سونغ جونغ كي               | رُشِّح                      | [ 19 ]                   |
| 2021                     | جوائز المحتويات الآسيوية ال3            | أفضل إبداع                                    | فينسينزو                   | رُشِّح                      | [ 20 ]                   |
| 2021                     | جوائز المحتويات الآسيوية ال3            | أفضل مسلسل تلفزيوني آسيوي                     | فينسينزو                   | رُشِّح                      | [ 20 ]                   |
| 2021                     | جوائز المحتويات الآسيوية ال3            | افضل ممثل                                     | جونغ كي                    | رُشِّح                      | [ 20 ]                   |
| 2021                     | جوائز المحتويات الآسيوية ال3            | افضل كاتب                                     | بارك جاي بوم               | رُشِّح                      | [ 20 ]                   |
| 2021                     | جوائز العلامة التجارية للعام            | دراما العام                                   | فينسينزو                   | فوز                      | [ 21 ]                   |
| 2021                     | جوائز العلامة التجارية للعام            | ممثل العام                                    | جونغ كي                    | فوز                      | [ 21 ]                   |
| 2021                     | جوائز سيئول الدولية للدراما             | دراما كورية متميزة                            | فينسينزو                   | فوز                      | [ 22 ] [ 23 ]            |
| 2021                     | جوائز سيئول الدولية للدراما             | ممثلة كورية متميزة                            | جيون ايو بين               | رُشِّح                      | [ 23 ] [ 24 ]            |
| 2021                     | جوائز سيئول الدولية للدراما             | ممثل كوري متميز                               | جونغ كي                    | فوز                      | [ 23 ] [ 25 ]            |
| 2021                     | مهرجان الدراما الدولي في طوكيو          | جائزة خاصة للدراما الأجنبية                   | فينسينزو                   | فوز                      | [ 26 ]                   |
| 2021                     | جوائز الثقافة والفنون الشعبية الكورية   | جائزة الثناء                                  | الكاتب بارك جاي بوم        | فوز                      | [ 27 ]                   |
| 2021                     | جوائز فنان آسيا 2021                    | جائزة أفضل ممثلة                              | جيون ايو بين               | فوز                      | [ 28 ]                   |
| 2021                     | جوائز المحتوى الكوري 2021               | وزير الثقافة والرياضة والسياحة (أشادة وتوصية) | كيم هي وون (مخرجة المسلسل) | فوز                      | [ 29 ]                   |
| 2021                     | جوائز التلفزيون الآسيوي السادس والعشرون | افضل مسلسل درامي                              | فينسينزو                   | فوز                      |                          |

## الإنتاج

### صناعة
- تخطيط الإنتاج: استوديو دراغون.
- المساهم: نتفليكس.
- فريق العمل: شركة لوجس فيلم.

هي دراما بميزانية إنتاج ضخمة، حيث بلغت تكلفتها حوالي 20 مليار وون (حوالي 18 مليون دولار امريكي) 950 الف دولار أمريكي لكل حلقة (تقريبي).
الدراما من تأليف بارك جاي بيوم الذي كتب مسلسلات مثل الكاهن الناري والرئيس كيم، وإخراجها بواسطة كيم هي وون (مخرجة إم‌ بي‌ سي السابقة) التي عملت على إخراج مسلسلات مثل إغراء فاتن وزهرة المال.

### طاقم
في يوليو 2020 أفيد أن كل من سونغ جونج كي وجيون إيو بين قد عرض عليهما دور البطولة، لكنهما لم يوافقى بعد على العرض، بينما تم تأكيد انضمام الممثل أوك تايك يون، أكد سونغ وجيون ظهورهما في الشهر التالي.
أيضا تمثل الدراما ثاني ظهور للممثل سونغ جونج كيو على قناة تي في إن.

## روابط خارجية
- فينتشنزو على الموقع الرسمي (بالكورية).
- فينتشنزو على موقع IMDb (الإنجليزية)
- فينتشنزو على موقع روتن توميتوز (الإنجليزية)
- فينتشنزو على موقع نتفليكس (الإنجليزية)
- فينتشنزو على موقع كينوبويسك (الروسية)
- فينتشنزو على موقع قاعدة بيانات الفيلم (الإنجليزية)